# Icius bandama
Icius bandama (лат.) — вид пауков-скакунчиков рода Icius из подсемейства Salticinae (Salticidae). Эндемик Кот-д’Ивуара (Африка).

## Распространение
Африка: Кот-д’Ивуар. Голотип самца был найден в 1975 году в Lamto, Bandama Forest.

## Описание
Мелкие пауки-скакунчики. У самца головогрудь обычно 2,1 мм в длину и 1,7 мм в ширину. Овальный карапакс очень плоский, красновато-коричневый и покрыт бесцветными волосками. Глазное поле чёрное. Хилицеры коричневые, с двумя зубцами спереди и одним сзади. Лабиум и другие ротовые части светло-коричневые. Яйцевидное брюшко сходно по размеру с карапаксом, обычно 2,0 мм в длину и 1,4 мм в ширину. Оно обычно серовато-бежевое, со светлой полосой посередине, пересекаемой двумя полосами к спине. Нижняя сторона более жёлтая. Паутинные железы светлые. Передние ноги светло-коричневые, остальные — жёлтые и более тонкие. Все ноги имеют коричневые волоски и шипы. Педипальпы жёлтые с маленькими копулятивными органами. Пальпальная луковица яйцевидная, эмболюс короткий, а тибиальный апофиз, или придаток, короткий и широкий.
Этот вид близок к Icius grassei и похож на него по размеру и окраске, но у самца шире апофиз голени. Самку можно отличить по отсутствию кармана на эпигине и другому внутреннему строению копулятивных органов.

## Таксономия
Icius bandama был впервые описан Вандой Весоловской и Энтони Рассел-Смитом в 2022 году Это был один из более чем 500 видов, идентифицированных польским арахнологом Весоловской за время её карьеры. Они отнесли его к роду Icius, который был выведен Эженом Симоном в 1876 году. Название рода основано на двух греческих словах, которые можно перевести как отчётливое, или особое, лицо. Вид назван в честь места, где он был найден. Род входит в трибу Chrysillini, в подкладу Saltafresia в составе клады Salticoida. Хризиллины, которые ранее назывались гелиофанинами, являются монофилетическими. В 2016 году Ежи Прушиньский отделил род от Хризиллин в группу Iciines, названную в честь рода. Он заявил, что разделение произошло по практическим соображениям, так как Хризиллины стали громоздкими.